# Loxechinus albus
Oursin du Chili
Espèce
Synonymes
- Echinus albus Molina, 1782[1]
- Echinus porosus Valenciennes, 1846[1]
- Heliocidaris alba (Molina, 1782)[1]
- Heliocidaris antarctica Philippi, 1892[1]
- Loxechinus bullatus (Bell, 1881)[1]
- Strongylocentrotus albus (Molina, 1782)[1]
- Strongylocentrotus bullatus Bell, 1881[1]
- Toxocidaris bullata (Bell, 1881)[1]

Loxechinus albus, communément appelé l'Oursin du Chili, est une espèce d'oursins de la famille des Parechinidae qui se rencontre dans le Pacifique est.

## Systématique
L'espèce Loxechinus albus a été initialement décrite en 1782 par le prêtre et naturaliste chilien Juan Ignacio Molina sous le protonyme d’Echinus albus.

## Description

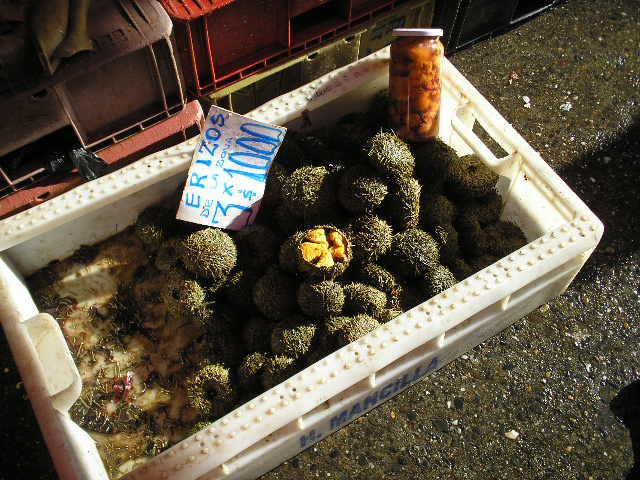
Oursins du chili proposés à la vente à la Feria fluvial de Valdivia.

C'est un oursin régulier de forme globulaire, avec des épines (« radioles ») fines et courtes, qui lui donnent un air « décoiffé ». Celles-ci sont généralement verdâtre, mais peuvent être très pâles chez les sujets vivant profond ; chez les juvéniles les radioles primaires sont plus longues et rouge pâle (ce trait peut parfois persister chez certains adultes). Le test (carapace) est le plus souvent de la même couleur, mais les ambulacres et la membrane péri-buccale peuvent être rouges. Le test peut atteindre un diamètre de 10 cm (plus souvent entre 7 et 9), et les épines dépassent rarement 3 cm de longueur.

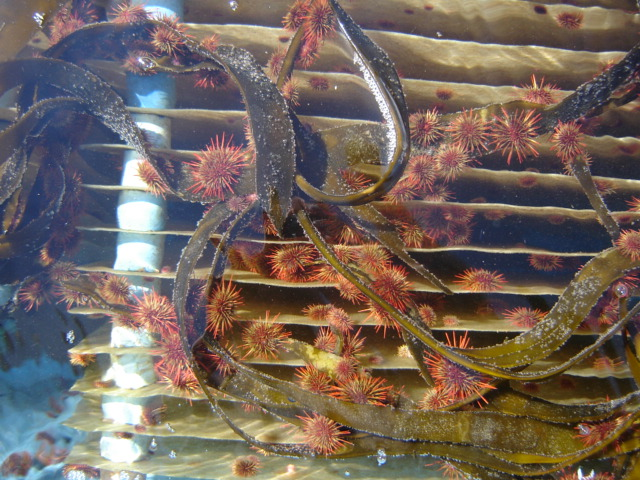
Oursins du Chili en élevage (Chili).

## Habitat
Cet oursin se rencontre dans le sud-est de l'Océan Pacifique, principalement sur les côtes du Pérou et du Chili, ce qui explique son nom français. 
L'oursin du Chili vit entre la surface et plusieurs centaines de mètres de profondeur, où il adoptera un régime plus détritivore. On le trouve sur les côtes rocheuses, où il vit souvent sur le fond, dans la vase ou les herbiers.

## Écologie et comportement
Avec son appareil masticateur situé sur la face inférieure (appelé « Lanterne d'Aristote »), l'oursin du Chili broute principalement des algues (comme le kelp Macrocystis pyrifera), mais aussi parfois (et notamment à grande profondeur) des éponges, débris, charognes, animaux sessiles... Les jeunes se nourrissent de diatomées et d'algue corallines.
La reproduction est gonochorique, et mâles et femelles relâchent leurs gamètes en même temps en pleine eau entre août et novembre, où les œufs puis larves vont évoluer parmi le plancton pendant quelques semaines avant de se fixer.

## L'oursin du Chili et l'Homme
Comme la plupart les oursins, l'oursin du Chili est souvent responsables de vives douleurs quand un baigneur marche dessus par inadvertance : ses épines ont tendance à se casser dans la plaie, ce qui les rend presque impossibles à enlever entièrement. Heureusement, il n'est pas venimeux, et ne présente pas de grand danger si la plaie est correctement désinfectée : le corps dissoudra les morceaux de silice en quelques semaines.
Très apprécié pour ses qualités gustatives, l'appareil reproducteur de cet oursin (appelé « corail » en raison de sa couleur) est comestible et consommé sur toute la côte chilienne, entretenant un système commercial impliquant plusieurs milliers de personnes. Comme sa croissance est lente (il lui faut 8 ans pour atteindre une taille récoltable), la surpêche a entraîné sa quasi-disparition de nombreux segments de la côte sud-américaine.

## Publication originale
- (it) Giovanni Ignazio Molina, Saggio sulla Storia Naturale cel Chili, Bologne, 1782, 1re éd., 368 p. (lire en ligne).